# Хуйе
Хуйе (нем. Huje) — община в Германии, в земле Шлезвиг-Гольштейн. 
Входит в состав района Штайнбург. Подчиняется управлению Итцехё-Ланд.  Население составляет 257 человек (на 31 декабря 2010 года). Занимает площадь 5,5 км².